# Vilde Kaurin Jonassen
Vilde Kaurin Jonassen (* 1. September 1992 in Kristiansand, Norwegen) ist eine norwegische Handballspielerin, die zuletzt für den norwegischen Erstligisten Vipers Kristiansand auflief.

## Karriere

### Im Verein
Jonassen begann das Handballspielen im Alter von acht Jahren in Lund bei AK28. Nachdem die Außenspielerin für die Damenmannschaft von AK28 in der dritthöchsten norwegischen Spielklasse aufgelaufen war, schloss sie sich im Jahr 2012 den Vipers Kristiansand an. Mit den Vipers gewann sie 2018, 2019, 2020, 2021, 2022, 2023 und 2024 die norwegische Meisterschaft, 2017, 2018, 2019, 2020, 2021, 2022 und 2023 den norwegischen Pokal sowie 2021, 2022 und 2023 die EHF Champions League. Seit dem Insolvenzantrag der Vipers im Januar 2025 ist sie vereinslos.

### In Auswahlmannschaften
Vilde Kaurin Jonassen wurde am 21. November 2018 erstmals in der norwegischen B-Nationalmannschaft eingesetzt. In diesem Spiel warf sie ein Tor gegen China. Bislang erzielte sie zwölf Treffer in vier Partien für die B-Auswahl. Am 7. Oktober 2021 bestritt sie ihr Debüt für die norwegische A-Nationalmannschaft.

## Privates
2023 wurde sie Mutter einer Tochter.